# Santa Gertrudis, Mezquital
Santa Gertrudis är en ort i Mexiko.   Den ligger i kommunen Mezquital och delstaten Durango, i den centrala delen av landet, 700 km nordväst om huvudstaden Mexico City. Santa Gertrudis ligger 1 446 meter över havet och antalet invånare är 223.
Terrängen runt Santa Gertrudis är varierad. Santa Gertrudis ligger nere i en dal som går i nord-sydlig riktning. Runt Santa Gertrudis är det mycket glesbefolkat, med 3 invånare per kvadratkilometer. Santa Gertrudis är det största samhället i trakten. I omgivningarna runt Santa Gertrudis växer huvudsakligen savannskog.